# Вальдбрунн (Баварія)
Вальдбрунн (нім. Waldbrunn) — громада в Німеччині, розташована в землі Баварія. Підпорядковується адміністративному округу Нижня Франконія. Входить до складу району Вюрцбург.
Площа — 6,62 км2. Населення становить 2900 ос. (станом на 31 грудня 2020).